# Mammina cara (romanzo)
Mammina cara (Mommie Dearest) è un romanzo autobiografico di Christina Crawford, la figlia adottiva dell'attrice Joan Crawford. Pubblicato nel 1978, descrive le violenze da parte della madre alcolizzata e mentalmente instabile. Il libro ha suscitato molte polemiche riguardo agli abusi sui minori, con molti amici di famiglia che hanno denunciato la presunta falsità degli eventi. È stato prodotto un film del 1981 con lo stesso nome.

## Trama
Nel libro Christina sostiene che Joan era un'alcolizzata che la picchiava regolarmente e attribuiva più importanza alla sua fama che ai propri figli. L'alcolismo della donna è stato successivamente confermato pubblicamente da amici intimi dopo la sua morte.
Christina ritiene che Joan potrebbe aver adottato i suoi figli solo come trovata pubblicitaria per la sua carriera e implica che la madre avesse numerosi amanti che Christina doveva chiamare "zii" e in alcune occasioni "papà", e anche che Joan avesse delle relazioni con alcune donne. Durante la crescita, diventando più difficile da controllare, Joan trovò delle scuse per allontanare Christina da casa mandandola in vari collegi e rigorose accademie religiose, spesso specificando agli insegnanti che non doveva avere alcun contatto con il mondo esterno. In diverse occasioni Joan minacciò di inviare o mandò davvero la figlia in una di queste scuole per punirla di averla sfidata o aver reagito ai suoi comportamenti violenti.
Christina riporta nel romanzo di diverse serate in cui Joan perse il controllo, e che almeno in un'occasione cercò di strangolarla. In un'altra circostanza, la donna scoprì che i vestiti della figlia erano appesi in un armadio con grucce di filo metallico (da lei detestati), facendole una sfuriata. Una volta Christina si rifiutò di mangiare un pezzo di carne di manzo molto pregiata, pertanto Joan conservò il cibo decidendo di non nutrire la figlia per diversi giorni nel tentativo di costringerla. Frequentemente la donna vendette i beni dei suoi figli per punirli di trasgressioni minori e legò il figlio adottivo Christopher a letto fino ai 12 anni per prevenire i suoi attacchi di sonnambulismo.
Christina riferisce che il comportamento ossessivo e malato di Joan continuò fino alla sua età adulta. Afferma che la donna fosse gelosa della fiorente carriera di attrice della figlia, a tal punto che assunse il suo ruolo nella soap opera The Secret Storm mentre Christina era in ospedale per una cisti ovarica, nonostante la loro differenza di età (allora Christina aveva 28 anni e Joan 60). Inoltre, usava i soldi per controllare la vita di Christina rifiutandosi di concederle denaro pur portandola fuori per pasti costosi e pagandole i taxi.
Al termine del libro Christina e il fratello scoprono di essere stati rimossi dal testamento di Joan, anche se Christina credeva che si fossero riconciliati con la madre prima della sua morte.

## Epilogo
Le ultime pagine del libro di Christina suggeriscono che non avrebbe lasciato che sua madre avesse "l'ultima parola" omettendola dal suo testamento. I biografi successivi riferirono che Christina iniziò a scrivere il suo libro prima della morte della Crawford e suggerirono che la conoscenza di Joan del contenuto del romanzo potrebbe essere stato un fattore che l'avesse spinta a tagliare la figlia dal testamento.
Christina in seguito pubblicò un'edizione speciale per il 20º anniversario che includeva 100 pagine di nuovo materiale e ne tagliava circa 50 di quello originale. La seconda edizione nomina alcune persone non menzionate nel libro originale e si concentra maggiormente sul rapporto di Christina con sua madre dal suo diploma di scuola superiore fino agli anni '70. Rivela anche cosa ne è stato di suo fratello e descrive diversi incidenti che lo hanno coinvolto.
Nel 1981 il libro è stato adattato in un film omonimo con protagonista Faye Dunaway. Christina rimase scioccata dalla pellicola e la giudicò negativamente.
Nel 2017 Crawford ha lavorato con il compositore David Nehls in un adattamento musicale teatrale di Mammina cara, prodotto dagli Out of the Box Theatrics a New York City.

## Recensione
La pubblicazione del libro ha generato molte polemiche. Alcuni amici di Joan contestarono gli eventi descritti, tra cui Van Johnson, Cesar Romero, Bob Hope, Barbara Stanwyck, Sydney Guilaroff, Ann Blyth, Gary Gray e in particolare Myrna Loy,  amica di Joan dal 1925. Pur riconoscendo che Joan era una donna molto ambiziosa, i critici ritennero che Christina avesse esagerato alcune parti della storia. Douglas Fairbanks Jr., il primo marito della Crawford, affermò che: "la Joan Crawford di cui ho sentito parlare in Mammina cara non è la Joan Crawford che conoscevo allora." Le due figlie adottive minori della Crawford, Cindy e Cathy, nate nel 1947, negarono categoricamente in diverse occasioni di aver assistito o vissuto ad alcuno degli eventi descritti nel libro. Christopher Crawford dichiarò che: "Onestamente tutt'oggi non credo che si sia mai presa cura di me."
Bette Davis, rivale di lunga data della Crawford, denunciò il libro dicendo che, nonostante l'astio reciproco, rispettava il talento della Crawford e riteneva che non si meritasse tanto odio. Ironicamente, in seguito anche la figlia della Davis scrisse un libro in cui denunciava degli abusi subiti dalla madre.
Liz Smith, scrivendo sul Baltimore Sun, disse che: "Ero incline a credere che Joan fosse fuorviata nei suoi tentativi di 'plasmare' i suoi figli - ed era vanitosa ed egocentrica come la maggior parte delle grandi star - ma le storie degli abusi e della follia erano eccessivamente sopra le righe". Betty Barker, la segretaria di Crawford per quasi 50 anni, pur confermando che Joan fosse severa, negò che Christina e Christopher fossero sottoposti a violenze domestiche.
Gli amici di Joan Helen Hayes, James MacArthur, June Allyson, e Betty Hutton, riconobbero un comportamento discutibile da parte della Crawford, ma non abusivo.

## Riferimenti
- Nel nono episodio della quarta stagione del Saturday Night Live è presente una parodia del libro, con Jane Curtin nei panni di Joan Crawford e Gilda Radner come la giovane Christina. Parteciparono anche Dan Aykroyd come interprete di Clark Gable, Bill Murray come Cary Grant, Laraine Newman come Katharine Hepburne e il presentatore ospite Elliott Gould nei panni del personaggio immaginario Archer Armstrong.
- Nel video musicale di Let your head go, Victoria Beckham omaggia la celebre scena delle grucce presente nel libro e nel film.
- È presente un riferimento al romanzo nella canzone Joan Crawford dei Blue Öyster Cult.